# محمد ملا فائق
محمد ملا فائق (الكردية: مامۆستا محمد ملا فائق شارەزووری) من مواليد (1971) في مدينة السليمانية اقليم كردستان العراق، عالم وفقيه كردي مسلم، حاصل على بكالوريوس في الشريعة والدراسات الإسلامية، مشتغل بتعليم العلوم الدينية وإلقاء المحاضرات وتأليف الكتب عبر كافة طرق النشر.

## حياته التعليمية
بدأ دراسته الإبتدائية سنة 1977 في (مدرسة جمجمال) التابعة لمدينة جمجمال في كردستان العراق، وبعد ذلك في سنة 1982 يلتحق بالمدرسة الدينية في حي المدرسين، وبد انتهائه الإعدادية والثانوية يلتحق بالمعهد الإسلامي في سنة 1989 ويستمر في دراسته ست سنوات، بعد ذلك يلتحق بكلية الشريعة الإسلامية في بغداد ويتخرج منها سنة 1992.

## مؤلفاته
أول ما بدأ به في مؤلفاته كان (السيرة النبوية في القران والسنة. ثلاث مجلدات)، ويجدر الإشارة إلى انه عنده 22 تأليفا باللغة الكردية، و9 تأليفات باللغة العربية، بعضها طبعت ونشرت وبعضها تحت الطبع والنشر.

### المؤلفات المنشورة باللغة العربية
1. السيرة النبوية في القران والسنة. ثلاث مجلدات[10]
2. الزواج في القران والسنة الصحيحة.
3. علامات المنافقين في القران والسنة واقوال التابعين.
4. الصبر في القران والسنة الصحيحة.[12]
5. الكبر والتواضع في القران والسنة الصحيحة.

#### سلسلة كتب (في القرآن والسنة الصحيحة)
ويجدر الإشارة إلى ان محمد ملا فائق لديه سلسلة كتب باسم (في القرآن والسنة الصحيحة) والتي تحتوى على أربعة كتب، هذه السلسلة من الكتب يعتبر من كتبه التي استند فيها إلى مصادر تراثية قديمة وجديدة وموثوقة.
1. الموت وحياة البرزخ في القرآن والسنة الصحيحة.
2. انباء القيامة في القرآن والسنة الصحيحة.
3. الجنة في القرآن والسنة الصحيحة.
4. جهنم في القرآن والسنة الصحيحة.

### المؤلفات المنشورة باللغة الكردية
لديه 22 تأليفا باللغة الكردية التي يتكون من الكتب والكتيبات القيمة في مجال الدعوة الإسلامية والعلوم الشرعية التي تم نشرها في صفحة حياة الشيخ محمد ملا فائق في ويكيبيديا في القسم الكردي .

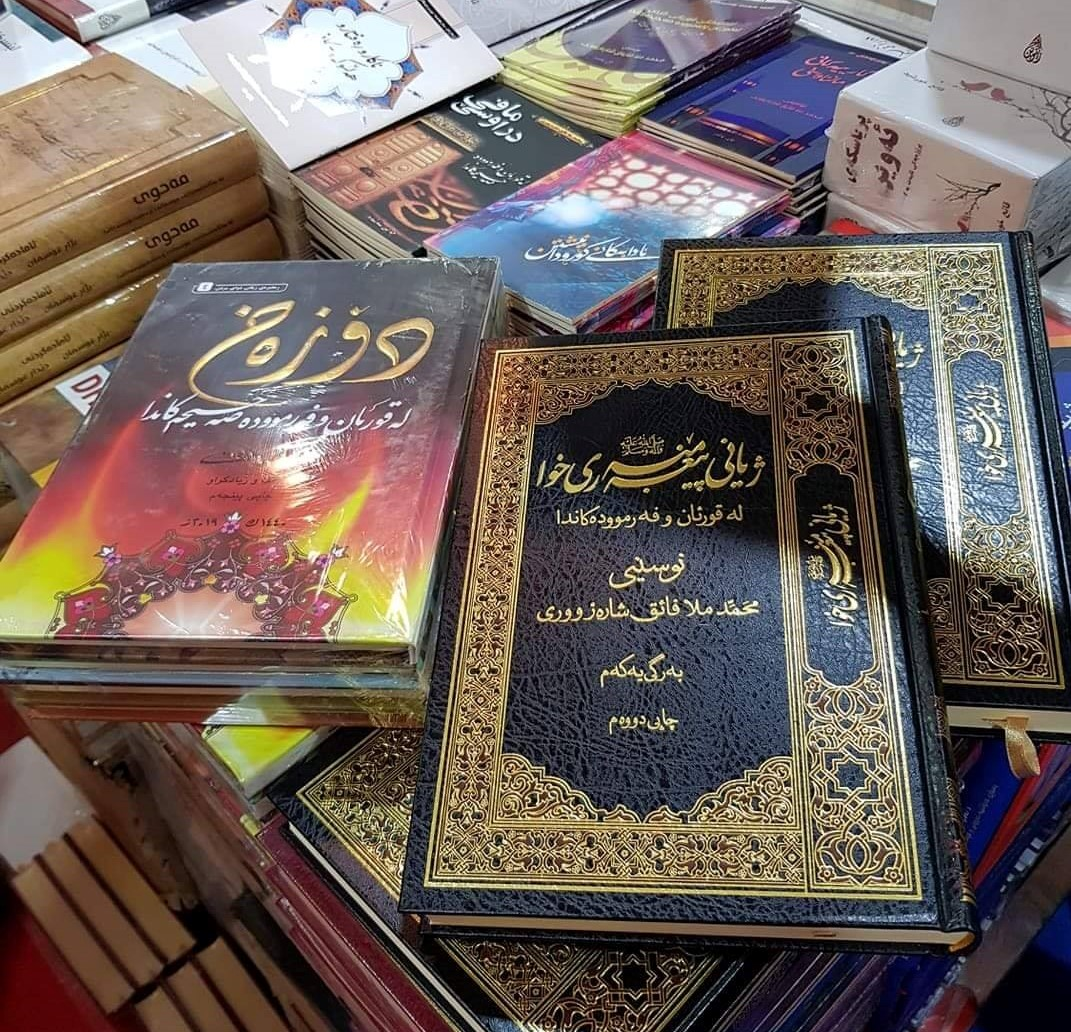
كتابين من كتب الشيخ محمد ملا فائق باللغة الكردية في معرض السليمانية الدولي للكتاب

## تقديمه المحتوى الديني في مواقع التواصل الإجتماعي
حيث يقوم فريق مختص في مجال الإعلام بالعمل مع الشيخ محمد ملا فائق في مواقع التواصل الإجتماعي عبر منصات مختلفة بتقديم المحتوى الهادف التي تتكون من الفيديوهات والصوتيات ولديه موقعه الإلكتروني الخاص به يتم فيها نشر جميع انشطته العلمية والثقافية باللغة الكردية.

## مشاركته في معرض السليمانية الدولي للكتاب
يأتي مشاركة الشيخ محمد ملا فائق في معرض السليمانية الدولية للكتاب بعد نشر عدة تأليفات له التي تم عرضها في داخل المعرض واستجاب له كثير من الذين يتابعونه من الشباب والمثقفين.

معرض السليمانية الدولي للكتاب / الجناح الخاص بـ محمد ملا فائق

## روابط خارجية
- الموقع الرسمي لـ محمد ملا فائق.
- الصوتيات من دروسه ومحاضراته وخطبه.
- القناة الرسمي في يوتيوب للشيخ محمد ملا فائق.
- الحساب الرسمي للشيخ محمد ملا فائق في انستجرام.
- القناة الرسمي للشيخ محمد ملا فائق في تليجرام.